# 788
| [ Edytuj tabelę ]          |                                                   |
| Król Asturii               | - 783 Mauregato 788 - 788 Bermudo I 791           |
| Cesarz Bizancjum           | - 780 Konstantyn VI 797                           |
| Chan Bułgarii              | - 777 Kardam 803                                  |
| Cesarz Chin                | - 780 Tang Dezong 805                             |
| Król Essexu                | - 758 Sigeric 798                                 |
| Król Franków               | - 768 Karol Wielki 814 - 781 Ludwik I Pobożny 814 |
| Cesarz Japonii             | - 781 Kammu 806                                   |
| Kalif                      | - 786 Harun ar-Raszid 809                         |
| Król Kentu                 | - 785 Offa 796                                    |
| Patriarcha Konstantynopola | - 784 Tarazjusz 806                               |
| Król Mercji                | - 757 Offa 796                                    |
| Król Nortumbrii            | - 779 Elfwald I 788 - 788 Osred II 790            |
| Papież                     | - 772 Hadrian I 795                               |
| Doża Wenecji               | - 787 Giovanni Galbaio 804                        |
| Król Wessexu               | - 786 Beorhtric 802                               |

Rok 788 / DCCLXXXVIII
stulecia: VII wiek ~
VIII wiek ~
IX wiek

lata: 778 «
783 «
784 «
785 «
786 «
787 «
788
» 789
» 790
» 791
» 792
» 793
» 798

## Wydarzenia
- Europa
  - wrzesień – Walki Bizancjum z Muzułmanami: miała miejsce bitwa pod Kopidnadon.
  - Karol Wielki usunął z tronu księcia Bawarii (Tasilla III – ostatniego władcę plemiennego w państwie Franków[1]), zsyłając go do klasztoru.

## Urodzili się
- Changsha Jingcen – chiński mistrz chan (zm. 868)

## Zmarli
- Mazu Daoyi – chiński mistrz chan, założyciel szkoły hongzhou (ur. 709)